# 藤原師長

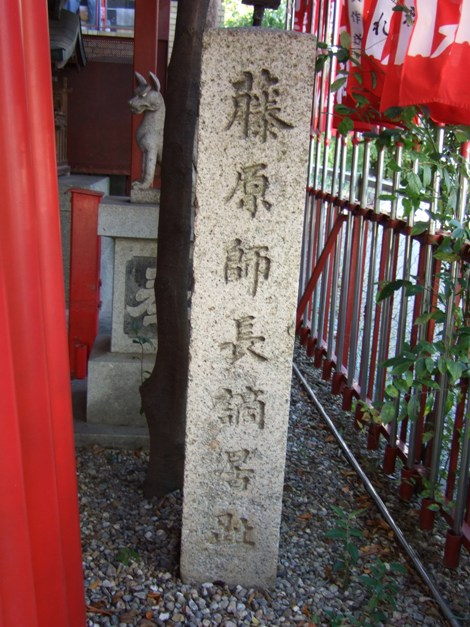
嶋川稲荷（名古屋市瑞穂区）の境内にある尾張配流時代の師長の屋敷跡

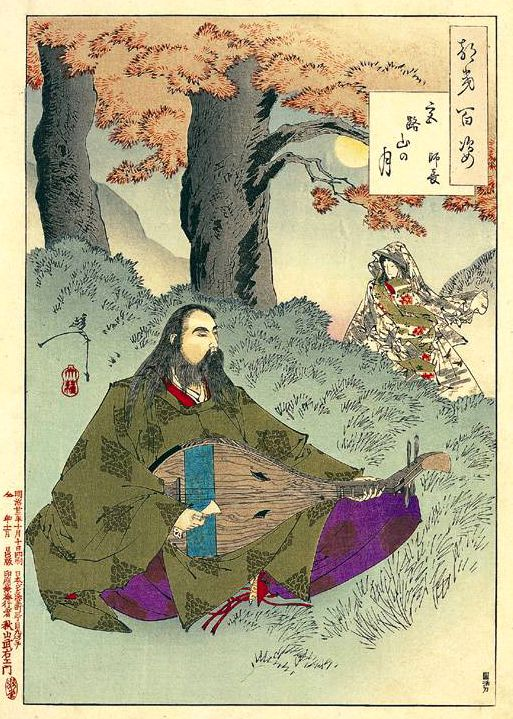
『宮路山の月』（月岡芳年『月百姿』）尾張に流罪となった師長が琵琶を弾くと宮路山の水神が現れたという

藤原 師長（ふじわら の もろなが）は、平安時代末期の公卿。藤原北家御堂流、左大臣藤原頼長の長男。官位は従一位・太政大臣。妙音院太相国と号す。

## 経歴
当時の執政である左大臣・頼長の子であり、加えて祖父・忠実の猶子となったことで、早くから伊予権守、右近衛中将などを歴任する。師長の生母と異母弟である兼長・隆長の生母は同じ源師房の曾孫であるが、受領（源信雅）の娘の所生である師長と権中納言（源師俊）の娘の所生である兼長・隆長とは立場的に格差があった。だが、頼長は師長を「大殿」忠実の猶子にして、その後ろ盾によって摂関家の嫡子に相応しい身分を保証した上で、3人の息子を競わせて後継者を選択しようとした。
仁平元年（1151年）には14歳で参議として公卿に列し、久寿元年（1154年）には権中納言に昇進する。しかし保元元年（1156年）に父・頼長が崇徳上皇と手を結んで保元の乱を起こし敗死したため、連座して師長は官位を剥奪されて土佐国（一説には同国幡多郡）に流罪に処された。配流される直前、養父にあたる祖父・忠実に出家の意思を打ち明けるが、「世の中何が起こるか分からない」と説得されて翻意したとされる。
長寛2年（1164年）6月に罪を赦されて京都に戻り、閏10月には本位（従二位）に復す。その頃、頼長の所領は没官領とされて後白河法皇の所領となっていたが、法皇は師長をそれらの土地の預所に任じ彼を側近として取り込もうとした。その後、法皇の後ろ盾により仁安元年（1166年）権大納言、仁安3年（1168年）左近衛大将、安元元年（1175年）内大臣に任じられると、父に仕えていた家司（あるいはその子弟）が師長の下に再び集まるようになり、近衛基実の死後混乱する摂関家を横目に勢力の巻き返しを図るようになる。
安元3年（1177年）3月、左大臣・大炊御門経宗、右大臣・九条兼実（伯父の藤原忠通の子）を飛び越えて従一位・太政大臣に昇進する。なお、師長が太政大臣になった当時、まだ父・頼長の謀叛の罪は赦免されていなかった。このため、師長を太政大臣に補任する太政官符の文案作成を命じられた大内記が「其父謀叛人也、其身被罪人也」と主張して、太政官符に必ず記されていた「累代奉公」という4字の記入を拒否する事件が起きている。
だが、近衛基通との確執が表面化するに従い、基通を支援する平家との衝突を招き、治承3年（1179年）に平清盛のクーデター（治承三年の政変）が起こると、清盛によって関白・松殿基房と共に解官された上、師長は尾張国井戸田に流罪に処された。その後、師長は龍泉寺で出家して理覚と号する。3年後に帰京を許されて建久3年（1192年）に55歳で薨去した。
帰京の際の横江氏の娘（槐女）との伝説は白菊の琵琶として清須市西枇杷島町や名古屋市西区枇杷島の由来になっている。名古屋市瑞穂区師長町には景勝の地であり、師長が琵琶を弾いたという琵琶ヶ峰があり、町名の由来になっている。また、法名「妙音院」は妙音通の町名の由来となっている。

## 人物
- 2度の公職追放で政治の表舞台から遠ざけられていたため為政者としての業績には乏しいが、父親譲りの学識を持ち、陣定の場で当代随一の碩学と称された父・頼長と論争してやり込めたことがあったという。白馬節会の儀式次第を執筆しており、『妙音院相国白馬節会次第』として現存する。先例として、頼長の『台記』などの記録を多く引用した、詳しい儀式次第が書かれており、師長の見識を垣間見ることができる。
- 雅楽の歴史においては、源博雅と並ぶ平安時代を代表する音楽家として名を残している。特に箏や琵琶の名手として知られ、更に神楽・声明・朗詠・今様・催馬楽など当時の音楽のあらゆる分野に精通していたと言われている。琵琶の流派を一つにまとめ、次世代に秘曲を伝授していく基礎を確立した。音楽関係の著作に『仁智要録』、『三五要録』などがある。なお、号の「妙音院」とは、彼が音楽家の守り神と考えられていた妙音菩薩（弁才天）を篤く信仰していたことに由来すると言われている。
- 『千載和歌集』には、師長が19歳の若さで土佐に流される折の、彼の箏を慕って家人になった源惟盛との別れの歌が載せられている。また、若い頃に密かに南宋に渡って音楽を学ぼうと志して家を出た師長が、須磨の地で村上天皇の霊に押し止められ、代わりに琵琶の秘伝を教えられたという伝説も残されている。
- 従来、政治的に目立つ活躍がみられなかったために、後白河法皇の後ろ盾によってのみ昇進した政治的才能に欠ける人物とみなされていたが、近年になって師長は摂関の地位を狙い、実際の行動に出ていることが明らかになっている。仁安2年（1167年）、正室であった藤原顕頼の娘を突然離別して、近衛基実の未亡人で摂関家領の管理者であった平盛子との再婚を画策し、それまで居住している顕頼旧宅を出奔して平経盛[注釈 4]の邸宅に移っている[5]。師長は盛子と結婚することで摂関家の地位を取り戻そうとしたとみられるが、最終的には失敗に終わっている。翌仁安3年（1168年）には高倉天皇の大嘗祭の際に行われる五節舞の帳台試（天皇御前の予行演習）において、摂政・松殿基房参入への随行を拒絶して左近衛大将を解任されたが、三条実房は師長が基房に敵意を抱いているという推測の下、「今においては旧懐を忘れるべきではないか」と述べて、師長が摂関の地位を未だに諦めていないことを批判している[6]。その後、近衛基実・松殿基房の異母弟で自らも摂関の地位を狙っていた九条兼実が、師長が後白河法皇に執政（摂関）の望みを絶って太政大臣の地位を望む趣旨の申状を提出したと言う風説を聞きつけ、更に法皇が師長の昇進によって官職を越される兼実に対して、暗に事実を認めて昇進に同意するように説得を行っている[注釈 5][注釈 6]。この人事の背景には、法皇と平清盛との対立や基房との和解があり、師長に摂関を断念させてその代償として太政大臣の地位を与える政治的な動きがあったと考えられている。反対に治承3年の政変で師長が配流に処せられた背景には、平氏政権の師長の政治的野心に対する警戒感があったとみられている。

## 藤原頼長作 戒両男
戒両男（『台記』巻十、久安2年（1146年）9月17日条）
```
兼長
・
師長
、倶列
八座
、今日以後、可論公家上日之多少、
謂外記月奏所載、
愚之子息等、不論年齡之長幼、不拠好悪之浅深、任官之時、可推挙上日多者、
至于不許者非忘家、患力所及、
無奉公之忠、不預其挙之時、曽勿怨我、不求衣服之美、不顧童僕之少、存忠勤不可慙人嘲、抑亦尽奉公之忠、唯憶遺名於後代、不敢求君之恩報、尽忠求恩者古賢所誡也、努力々々、我終没後、魂若有霊、将在陣結政辺、恋慕之時、縦無公事、朝服詣斯処、凡有至孝之志者、能勤王事以報我恩、至于訪後世者、非所望者也、両息謹守此誡、勿敢違背矣、
```

## 系譜
- 父：藤原頼長
- 母：源信雅の娘
- 正室：藤原頼子 - 藤原顕頼の娘（後、離縁）
- 妻：藤原成親の娘
  - 養子：藤原成宗 - 実は藤原成親の子（正室の同母弟）
- 妻：藤原家綱の娘
  - 男子：藤原師良
- 妻：徳大寺公能の娘
  - 男子：長覚
- 生母不明の子女
  - 男子：藤原師妙
  - 女子：粟田口忠良室
  - 女子：藤原資業室